# Rakovnický potok
Der Rakovnický potok (deutsch Rakonitzer Bach), früher Rokytná, ist ein linker Zufluss der Berounka in Tschechien und der stärkste und wasserreichste Bach der Gegend. Mit seiner Länge von 48,5 km gehört er zu den längsten Bächen in Tschechien und hat ein Einzugsgebiet von 367,9 km².
Der Bach fließt von Rakovník (Rakonitz) in Richtung Südosten durch eine Talenge bis Křivoklát, wo er gegenüber Roztoky u Křivoklátu (Rostok) in die Berounka (Beraun) mündet.